# 순천여자고등학교
순천여자고등학교(順天女子高等學校)는 대한민국 전라남도 순천시 저전동에 위치한 공립 고등학교이다.

## 학교 연혁
- 1940년 3월 28일 : 순천공립여학교 4년제 설립 인가
- 1940년 4월 28일 : 개교
- 1946년 9월 1일 : 순천여자중학교 6년제로 개편
- 1951년 6월 25일 : 순천여자 중, 고등학교로 분리
- 1952년 3월 3일 : 순천여자고등학교 6학급 설립인가
- 1980년 9월 30일 : 36학급 증설인가
- 2005년 3월 1일 : 고교 평준화 입학
- 2009년 8월 2일 : 교육과학기술부 '교과교실제(A형) 운영학교' 지정
- 2010년 3월 1일 : 전라남도교육청 '자율학교' 지정
- 2010년 9월 1일 : 전라남도교육청 '고교 교육력 제고 시범학교' 지정
- 2011년 3월 1일 : 전라남도교육청 '창의. 인성교육 모델학교' 선정
- 2025년 2월 7일 : 제74회 224명 졸업(총 29,225명)
- 2025년 3월 1일 : 제32대 송영석 교장 부임
- 2025년 3월 4일 : 2025학년도 신입생 입학(10학급 221명)

## 참고 자료
- 순천여자고등학교 - 한국교육학술정보원 학교알리미